# Халтин, Йохан
Йохан Халтин  (англ. Johan Hultin; 7 октября 1924, Стокгольм — 22 января 2022, Уолнат-Крик, Калифорния) — американский патолог шведского происхождения, «Индиана Джонс научного сообщества» (англ. The Indiana Jones of the scientific set), названный так за то, что после 50 лет поисков сумел обнаружить ткани, содержащие вирусы гриппа пандемии 1918 года.

## Биография
Родился в Швеции в 1924 году. В 1949 эмигрировал в США. Получил степень магистра микробиологии в Университете Айовы, где занимался исследованиями возбудителя сибирской язвы и других бактерий.
Во время своего пребывания в университете Хултин исследовал возможности биотерроризма и много говорил об этой опасности.
В 1957 году Хултин купил подержанный ржавый грузовик и переехал с женой и детьми в Калифорнию в округ Мэрин (англ. Marin County). Следующие 30 лет он работал в нескольких больницах  Области залива Сан-Франциско.
В свободное время Хултин разрабатывал способы повышения безопасности автомобилей. В 1964 году получил премию автомобильной безопасности (англ. auto safety award). В 1967 году Департамент транспорта США дал ему должность инженера по автомобильной безопасности в Стэнфордском Исследовательском Институте.
В 1973 году развёлся, а 1985, в возрасте 60 лет, второй раз вступил в брак с Эйлин (англ. Eileen), доценткой Стэнфордского университета на пенсии, которая сказала по этому поводу:
|               | I'm married to a very wonderful, eccentric man. (англ.) |  | Я замужем за самым замечательным эксцентричным человеком. |  |
| Eileen Hultin |                                                         |  |                                                           |  |

В 1988 году вышел на пенсию (работал в (англ.)Los Gatos Community Hospital), это высвободило ему время для других проектов.

##### Хобби
Заядлый турист и скалолаз. Будучи на пенсии, он энергично путешествует по всему миру подобно студенту колледжа на каникулах. В 1982 году 57-летний Хултин поднялся на Мустаг-Ата в Китае, став старейшим человеком, катавшимся там на лыжах.

## Поиски «Испанки»
В 1951 году патолог попытался выделить вирус гриппа 1918 года из тел жертв пандемии, захоронённых в вечной мерзлоте в городе Бревиг-Мишн, штат Аляска. Во время той пандемии 72 из 80 жителей города погибли от гриппа. В этих поисках Хултин не смог обнаружить тела жертв, содержащих целые вирусные частицы.
Почти 50 лет спустя, в июле 1997 года, Халтин узнал из статьи Джеффри Таубенбергера (англ. Jeffery Taubenberger) в журнале Science о новом способе извлечения генетической информации вирусов из тканей умерших. Он связался с Таубенбергером, выяснил, что тот ищет образцы гриппа 1918 года, и незадолго до своего 73-летия вернулся в Бревиг. Он снова получил разрешение на эксгумацию жертв «Испанки», и, единолично работая киркой, на этот раз обнаружил полностью сохранившиеся останки женщины возрастом около тридцати лет, которую он назвал «Люси» (Имя он взял из песни Битлз «Lucy in the Sky With Diamonds»). Жировая прослойка защитила её внутренние органы от разложения, учёный герметично упаковал её лёгкие и, вернувшись в Сан-Франциско, отправил по почте Джеффри Таубенбергеру.
В тканях «Люси» оказалось достаточно материала вируса 1918 года. Этот образец оказался ключом для раскрытия секрета вируса «испанки», он позволил исследователям полностью проанализировать генные структуры вируса 1918 года и выяснить, что это был мутировавший вирус гриппа птиц.